# Desenvolupament vegetal
Per al punt de vista ecològic de l'evolució de la morfologia de les plantes, vegeu Història evolutiva de les plantes
El desenvolupament vegetal es refereix a l'estudi dels programes de desenvolupament i els patrons des d'una perspectiva evolutiva. Cerca entendre les variades influències que donen forma i naturalesa de la vida sobre la Terra. En anglès rep el nom d’”Evo-devo” i sorgeix com una branca separada de la ciència recentment, a partir de l'any 1999. La majoria de les síntesis en evo-devo s'han fet en el camp de l'evolució dels animals gràcies als organismes models com Drosophila melanogaster, C. elegans, peix zebra i Xenopus laevis. Tanmateix també s'han fet en les plantes basant-se en la morfologia vegetal i les tècniques moleculars

## Perspectiva històrica

### Abans de 1900

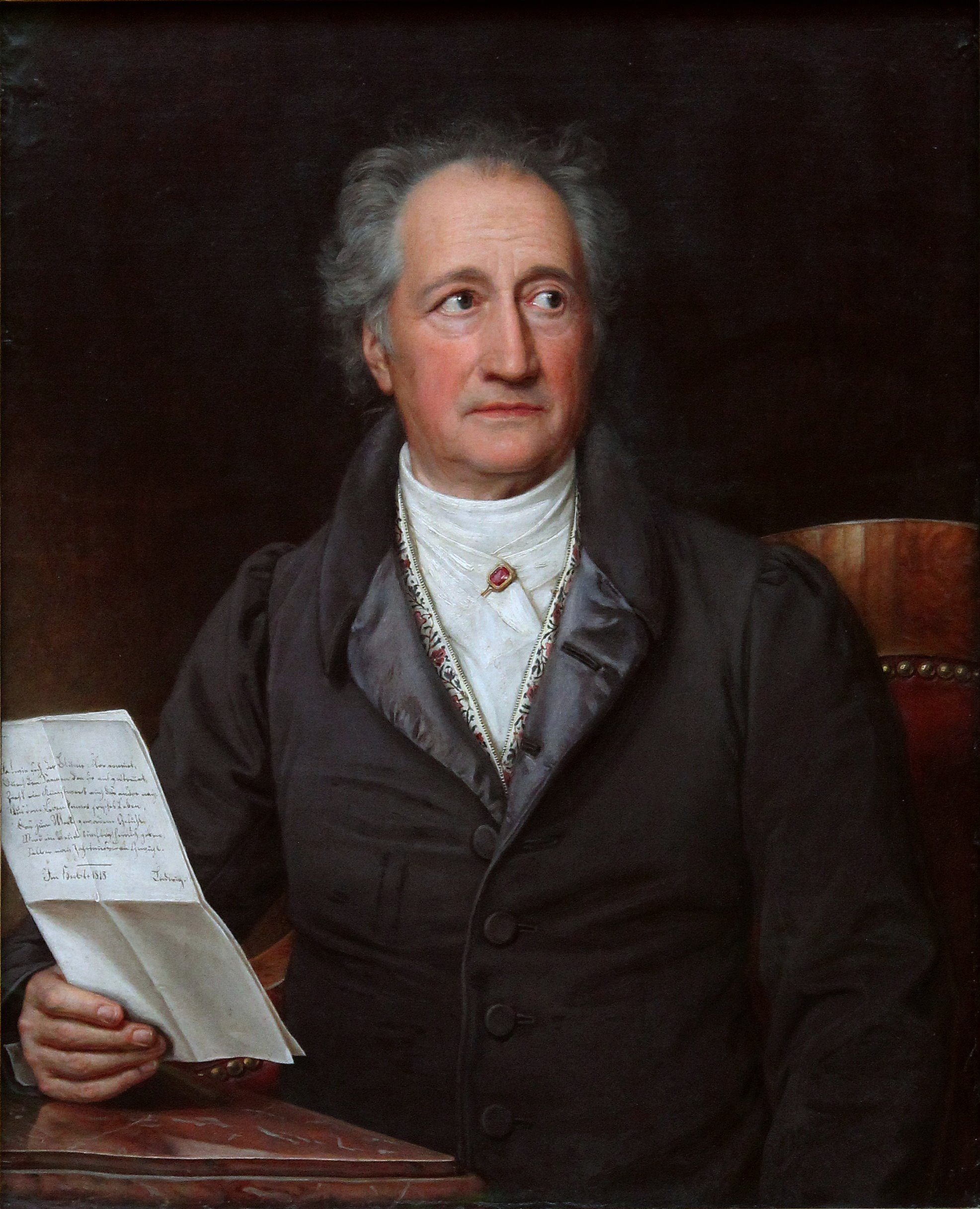
Johann Wolfgang von Goethe

L'origen del terme "morfologia" generalment s'atribueix a Johann Wolfgang von Goethe (1749–1832). En el seu llibre titulat La Metamorfosi de les Plantes, proposà que el que l'anomenà un Bauplan era capaç de predir les formes de les plantes que encara no s'havien descobert. Goethe també va ser el primer a suggerir que les flors eren fulles modificades.
La introducció del concepte de Darwinisme en els científics contemporanis també va tenir efecte en la concepció de les formes de les plantes i la seva evolució.
Wilhelm Hofmeister, un botànic eminent, va seguir un enfocament interdisciplinari i va fer explicacions dels fenòmens de fototàxia i geotàxia, i també va descobrir l'alternança de generacions en el cicle vital de les plantes.

### De 1900 a l'actualitat

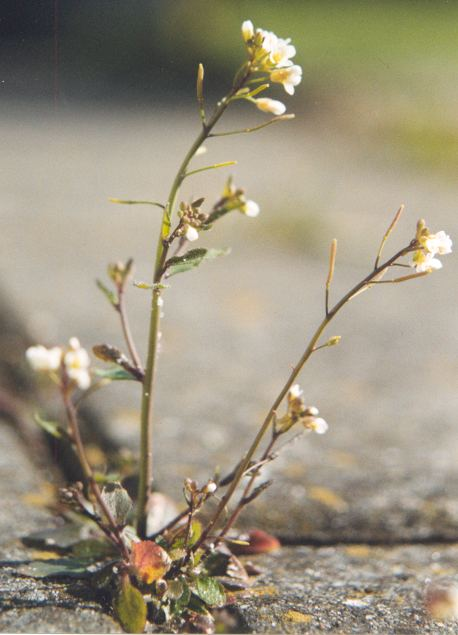
Arabidopsis thaliana. Una planta model

El segle xx va avançar molt en anatomia vegetal, els teixits biològics i els òrgans. A la segona meitat del segle es va tenir més informació molecular.
Edward Charles Jeffrey va ser un dels primers investigadors en evo devo. Va estudiar el sistema vascular de les gimnospermes fòssils i actuals i va arribar a la conclusió que el parènquima d’emmagatzematge derivava de les traqueides. La seva recerca a Katherine Esau, principalment en el seu llibre The Plant Anatomy se centrà en l'origen i desenvolupament de diversos teixits en diferents plantes. Treballant amb Vernon Cheadle, també explicà l'especialització evolutiva del teixit del floema repecte la seva funció.
Els primers mutants d’Arabidopsis thaliana es van fer cap a 1945. Tanamteix només es va establir formalment com organisme model des de 1998.
La biologia molecular ha proporcionat més informació dels processos de les plantes amb noves tècniques com la mutagènesi i altres.

## Organismes, bases de dades i tècniques
Els organismes model més importants en l'estudi del desenvolupament de les plantes han estat arabidopsis i el blat de moro. A més també l'arròs, Antirrhinum majus, Brassica i tomaquera s'han usat en diveros estudis. Els genomes d'Arabidopsis thaliana i arròs s'han seqüenciat completament i en altres plantes està en curs. Mentre que Brassica s'ha usat per la seva localització convenient en l'arbre filogenètic dins la seva família, Antirrhinum majus convé per l'estudi de l'arquitectura de la fulla. La planta de l'arròs s'ha estudiat per estudiar-ne la resposta a les fitohormones com l'àcid abscíssic i les giberelines i també per la resposta a l'estrès.
El Floral Genome Project estudia l'evolució dels patrons actuals de l'arquitectura genètica de la flor amb anàlisi genètiques comparades. També hi ha altres projectes per estudiar l'evolució de la forma de les plantes The Cycad Genomics Project,

## Evolució de la morfologia de les plantes
Les evidències suggereixen que es va formar escuma d'algues sobre la terra fa 1.200 milions d'anys però no va ser fins a l'Ordovicià (fa uns 500 milions d'anys) que van aparèixer les plantes terrestres. Les plantes herbàcies i altres grups de plantes van fer evolucionar nous mecanismes metabòlics per a sobreviure a baixes taxes de CO₂ i condicions seques i càlides fa uns 10 milions d'anys.

### Meristemes
Les arquitectures dels meristemes difereixen entre les gimnospermes, les angiospermes i els pteridòfits.

### Evolució de les fulles

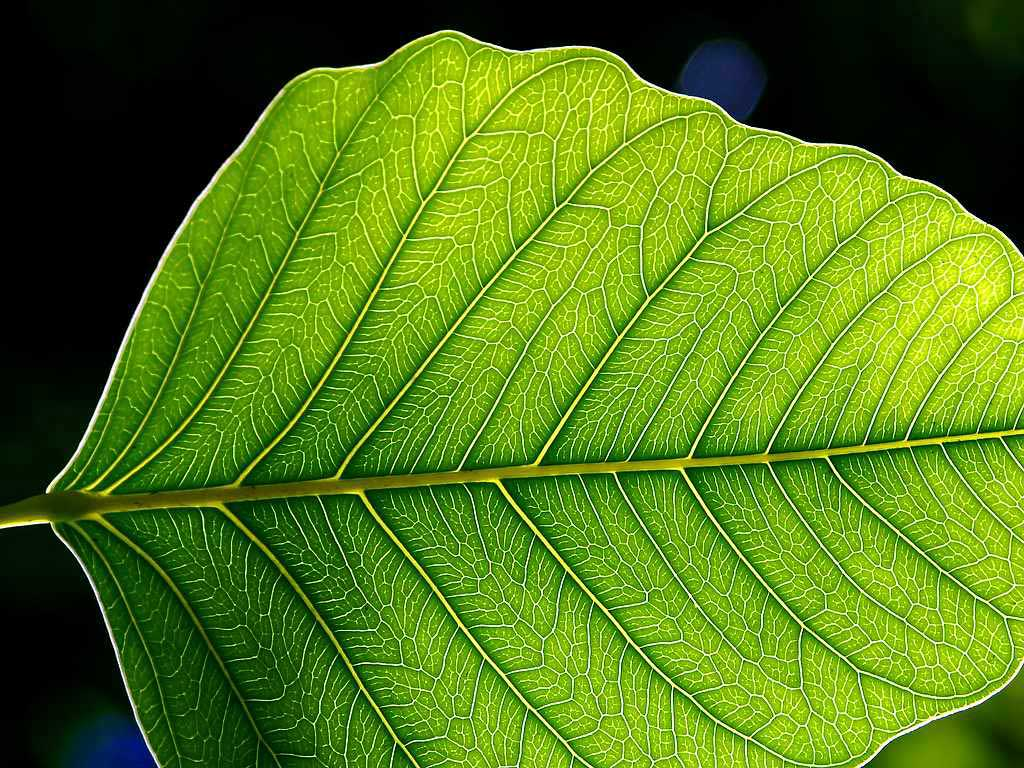
Làmina de la fulla

Les fulles es classifiquen en dos tipus: micròfiles i megàfiles aquestes tenen una venació més complexa. S'ha proposat que aquests dos tipus van sorgir de manera independent.
S'ha proposat que abans de l'evolució de les fulles les plantes tenien aparells fotosintètics en les tiges.
Diverses forces físiques i fisiològiques com la intensitat de la llum, humitat, temperatura, velocitat del vent, etc., es creu que van influenciar l'evolució de la forma de la fulla i la seva mida. Les fulles del gènere Aciphylla, que es troben a Nova Zelanda eren aliment de l'extint Moas i tenien espines per evitar ser menjades per aquest herbívor. ltes espècies d'Aciphylla que no estaven en contacte amb el Moas no teien espines.

#### Evidència genètica de l'evolució de les fulles
En l'àmbit genètic els estudis de desenvolupament han mostrat que cal reprimir els gens KNOX per iniciar el primordi de la fulla. Altres substàncies que conserven un paper en definir el primordi de la fulla són les fitohormones auxina, giberelina i citoquinina.

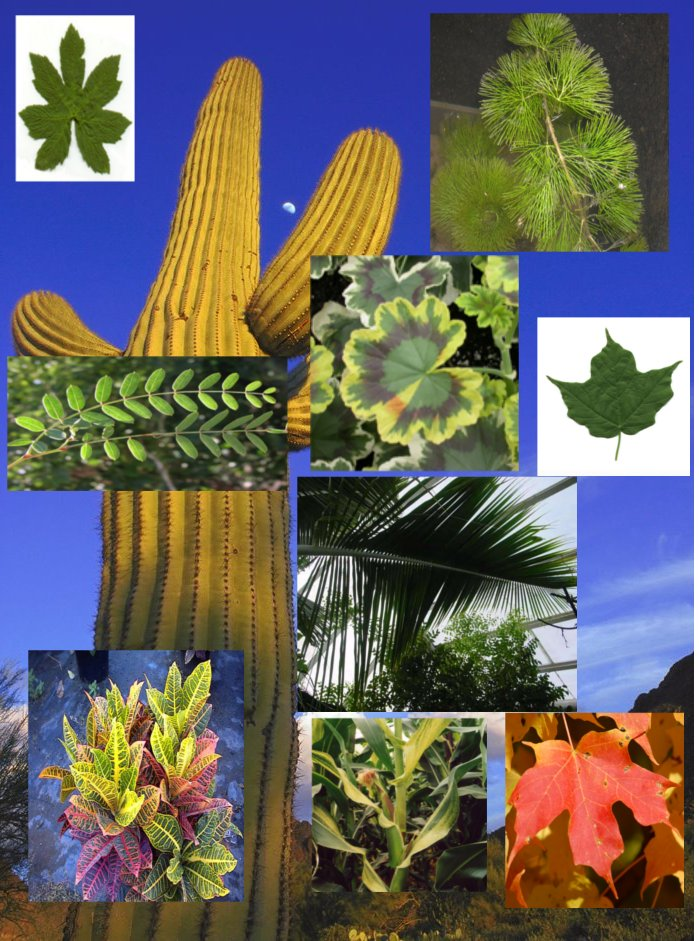
La diversitat de les fulles

La fil·lotàxia (arranjament de les fulles en la planta) és una característica important de les plantes.
Els gens KNOX estan implicats en la generació de fulles compostes en la tomaquera però hi ha altres mecanismes en plantes com els pèsols

### Evolució de les flors

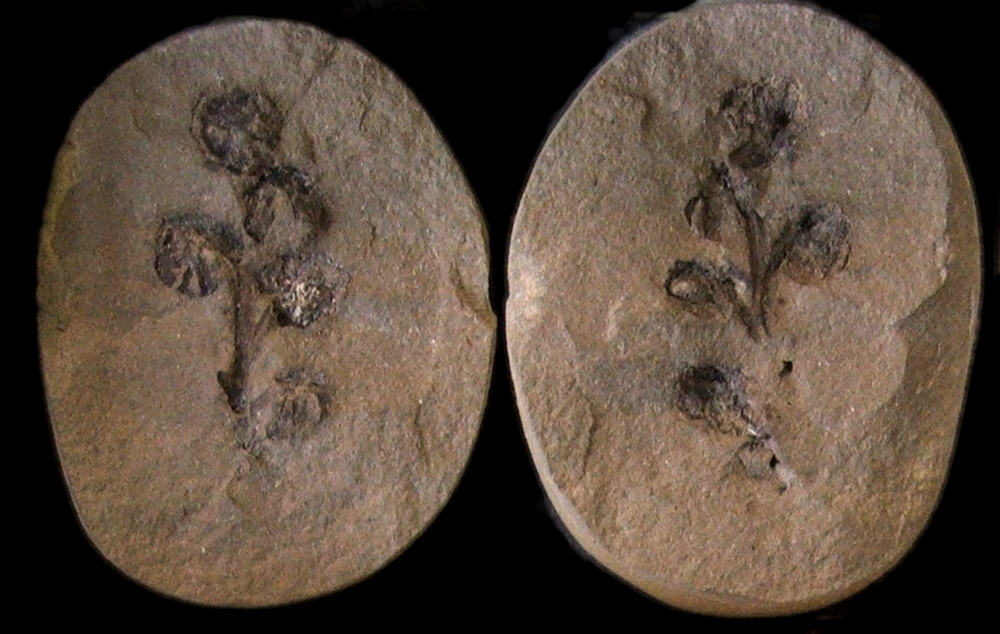
Pol·len a la flor de la primitiva Crossotheca

Les estructures similars a flors apareixen en el registre fòssil de fa uns 130 milions d'anys enrere en el Cretaci.
La família Amborellaceae es veu com la família germana de totes les plantes amb flors.

Flors de diverses formes i colors

Hi ha molta variació en el programa de desenvolupament de les flors de les plantes. Per exemple les monocotiledònies tenen les estructures "lodícules" i "palea" que es creu que són anàlegues als pètals i carpels de les dicotiledònies respectivamenrt. Un altre exemple és la planta Linaria vulgaris, que té dos tipus de simetria (radial i bilateral) que són degudes a canvis epigenètics en només un gen anomenat CYCLOIDEA.

#### Moment de la florida
El temps de la florida està subjecte a la selecció natural. Algunes plantes floreixen aviat dins del seu cicle vital i altres requereixen un període de vernalització abans de florir.

### Evolució del metabolisme secundari

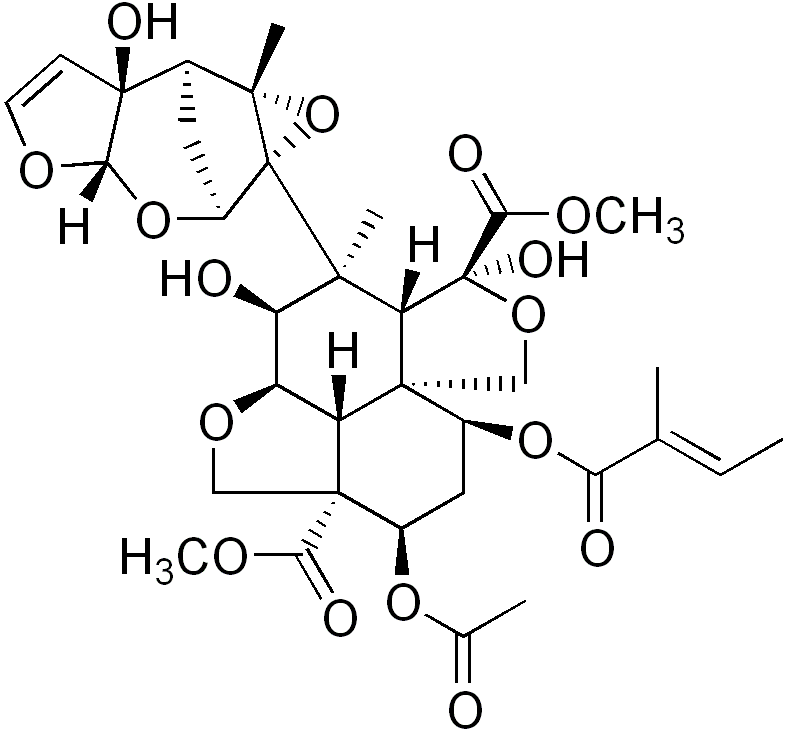
Estructura de l'Azadirachtina, un terpenoide produït per la planta Neem

Els metabòlits secundaris són essencialment compostos de baix pes molecular que de vegades tenen estructures complexes. La seva funció en les plantes és diversa com immunitat antiherbívors, atracció pels pol·linitzadors, comunicació entre plantes, mentenir associacions simbiòtiques, fertilitzant, etc. S'estima que centenars de milers d'enzims estan implicats en aquests processos en tot el regne vegetal Molts d'aquests metabòlits secundaris són molt significatius en la salut humana.